# Article 5 de la Constitution éthiopienne de 1994
L'article 5 de la Constitution éthiopienne de 1994 est l'article concernant le statut de langues en Éthiopie, il fait partie du premier chapitre traitant de dispositions générales. Cet article est historiquement important puisqu'il retire à l'amharique son statut de langue officielle. Toutefois cette langue reste celle employée par le Gouvernement fédéral. Les «membres de la Fédération» visés par cet article sont les diverses régions d'Éthiopie.

## Texte de l'article
«Article 5 - Langues
(1)  Toutes les langues éthiopiennes devront jouir d’une égale reconnaissance de l'État.
(2)  L’amharique sera la langue de travail du Gouvernement fédéral.
(3)  Les membres de la Fédération peuvent, par la loi, déterminer leurs langues de travail respectives.»